# Стёпкин, Сергей Михайлович
Серге́й Миха́йлович Стёпкин (16 июля 1978, Климовск) — российский боксёр-профессионал, выступал в средних весовых категориях в 2000-е годы. Чемпион СНГ и славянских стран по версии WBC, интерконтинентальный чемпион по версии IBF, чемпион России, мастер спорта по боксу. Также известен как спортивный менеджер и промоутер.

## Биография
Сергей Стёпкин родился 16 июля 1978 года в Климовске, Московская область. Активно заниматься боксом начал в возрасте четырнадцати лет, первого серьёзного успеха на ринге добился в 1996 году, когда победил на международном мастерском турнире по боксу памяти Станислава Сорокина в Ногинске — за это достижение ему присвоено звание мастера спорта. После окончания школы поступил в Московский государственный горный университет (сегодня – Горный институт НИТУ «МИСиС»), где, обучаясь на кафедре физвоспитания, продолжал тренироваться и выступать. В последующие пять лет принимал участие во всех чемпионатах России, шесть раз становился чемпионом Московской области, три раза был чемпионом среди студентов Москвы, неоднократно завоёвывал медали на чемпионатах Центрального федерального округа и на чемпионатах Москвы. Всего в любительском боксе провёл 128 боёв, в том числе 80 завершил победами.
В 2001 году после окончания университета Стёпкин устроился работать тренером-преподавателем в детско-юношескую спортивную школу «Космос» в Подольске, одновременно с этим решил попробовать себя в профессиональном боксе. Провёл несколько успешных боёв и в марте 2002 года выиграл пояс чемпиона России, который впоследствии два раза защитил. Также в этот период стал интерконтинентальным чемпионом по версии Международной боксёрской федерации — в последующие годы три раза защитил этот титул. В декабре 2004 года в Лондоне потерпел первое в профессиональной карьере поражение, не сумев победить валлийца Брэдли Прайса. В 2005 году в бою с Рамилем Ахадовым добился звания чемпиона СНГ и славянских стран по версии Всемирного боксёрского совета. Затем долгое время не выходил на ринг и в апреле 2007 года провёл свой последний матч в профессиональном боксе, на кону стоял пояс чемпиона Карибской боксёрской федерации, но Стёпкин единогласным решением судей проиграл американцу Мигелю Анхелю Эспино. На момент завершения карьеры спортсмена в его послужном списке было 19 боёв, из них 17 окончены победой (9 досрочно), 2 поражением.
Начиная с 2008 года Сергей Стёпкин занимается спортивным менеджментом и организацией боёв профессионального бокса. Как промоутер организовал в различных городах России более 30 боксёрских шоу, активно сотрудничает с компанией Union Boxing Management, ведёт дела многих перспективных российских проспектов. Является членом политической партии «Справедливая Россия», состоит в Совете депутатов городского округа Климовск, награждён почётным знаком «За заслуги перед городом» II степени. 